# Lie with Me
Lie with Me es una película canadiense dirigida por Clément Virgo.

## Reparto
| Actor              | Personaje    |
| ------------------ | ------------ |
| Lauren Lee Smith   | Leila        |
| Eric Balfour       | David        |
| Richard Chevolleau | Vigorous     |
| Frank Chiesurin    | Joel         |
| Michael Facciolo   | Chico tímido |
| Don Francks        | Joshua       |
| Kristin Lehman     | Raquel       |
| Nicola Lipman      | Rabbi        |
| Kate Lynch         | Marla        |
| Mayko Nguyen       | Kika         |
| Polly Shannon      | Victoria     |
| Ron White          | Ben          |

## Argumento
Leila es una joven sexualmente voraz, que tiene frecuentes encuentros esporádicos con chicos. Una noche en una fiesta conoce a David. Al principio le atrae el físico. A medida que pasa el tiempo, el amor surge entre ellos y su amistad es más que el sexo.

## Comentarios
Basada en la novela homónima de Tamara Berger.
La película no es realmente de sexo aunque el personaje disfruta mucho con ello. Se pregunta por la relación en el amor y sexo. Los protagonistas tienen miedo de enamorarse porque piensan que su desenfrenado deseo sexual no será lo mismo.